# Fiat MaterFer 7131
 (décembre 2021).
Les autorails Fiat Materfer 7131 sont des rames automotrices diesel conçues par le groupe italien FIAT MaterFer Italia dont la première série a été fabriquée en Italie et toutes les séries suivantes par la division ferroviaire de sa filiale argentine Fiat Concord, Fiat Materfer Argentina entre 1961 et 1970. Ces matériels sont restés en service jusqu'en 1995 d'abord sur le réseau national argentin puis, à la suite de sa privatisation en 1990, sur les réseaux des différentes compagnies privées de chemin de fer argentines.
C'est, selon les observateurs argentins du secteur ferroviaire, le train le plus emblématique qu'ait connu le pays, les rames que tout le monde a utilisé plus d'une fois dans sa vie et qui, 60 ans plus tard, continue de rouler. Les rames FIAT 7131 sont aussi connues sous l'appellation populaire « la chanchita ».

## Histoire

### Le contexte historique
L'Argentine du début des années 1950 est la 9ème puissance économique mondiale. Le pays est dirigé par Perón, lieutenant-colonel qui a occupé des fonctions de secrétaire d'État du gouvernement militaire établi en juin 1943, élu président après la fin de la Seconde Guerre mondiale avec le soutien d'un mouvement national populaire. Mais en 1955, un coup d'État le chasse du pouvoir, fomenté par l'armée qui bombardera la place de Mai, tuant de nombreux civils. L'Argentine entre dans une période d'instabilité à la fois économique et politique.
Le réseau ferroviaire argentin, doté de matériel roulant d'origine américaine datant des années 1930/40, ne pouvait plus assurer les liaisons entre les capitales des provinces. C'est pourquoi, en 1958, le Ministère des Transports argentin signe une commande de fourniture de 300 rames automotrices diesel (le réseau argentin n'était pas électrifié), 210 à FIAT MaterFer Italia et 90 à la société hongroise Ganz-Mávag. L'offre du  constructeur italien mentionnait qu'il pouvait s'engager à fabriquer localement 120 rames s'il obtenait l'autorisation du gouvernement de créer une filiale ferroviaire en Argentine en complément de sa filiale Fiat Concord qui produisait déjà des automobiles, des poids lourds et des tracteurs agricoles. La société Fiat Materfer Argentina a été créée en 1958 et une nouvelle usine construite en un temps record sur le site industriel Fiat Concord de la Ferreyra à Córdoba.

### Les rames Fiat MaterFer 7131
Les rames répondant au cahier des charges argentin étaient dérivées des modèles italiens Fiat 026 comprenant une motrice et une remorque pouvant être accouplées en 3 rames. Le moteur placé à plat au centre sous le plancher de la motrice, était un Fiat 12 cylindres en V diesel suralimenté développant 660 Ch à 1.500 tr/min couplé en permanence à un convertisseur de couple hydraulique qui entraînait les deux essieux du bogie avant de la motrice. La vitesse maximale était bridée à 117 km/h. Leur capacité pouvait varier selon l'utilisation et la répartition des places entre 1ère et 2ème classe. Chaque rame disposait d'un poste de conduite à chaque extrémité.
Ces rames ont permis de retirer du service les anciens autorails Drewry Car Co. des années 1930 ce qui eut pour conséquence directe d'augmenter le nombre de passagers. Rapidement, la quantité de rames devint insuffisante et Fiat reçut une commande additionnelle de 129 rames supplémentaires ce qui porta le nombre global à 339.
La première série a été fabriquée dans les usines Fiat en Italie pour la motrice et les remorques par la société française Decauville. Les premières unités ont été livrées en début d'année 1960. Toutes les autres rames ont été fabriquées par Fiat Materfer dans la nouvelle usine construite à cet effet dans la ville de Ferreyra, dans la province argentine de Córdoba.
Bien que les rames partagent toutes les mêmes caractéristiques techniques et disposent de la même configuration générale, cinq variantes de motrices identifiées MA, MB, MC, MD et ME, ne distinguent par le nombre de places assises dans chaque voiture et par le volume du fourgon à bagages : 
- Les motrices MA et MB comportaient 86 sièges (en rangées doubles et triples) d’une classe unique et un fourgon à bagages de petite dimension. L'écartement de voie était standard pour le réseau (Urquiza) et large pour les réseaux (Mitre, Sarmiento et Roca).
- La motrice MC ne comptait que 72 sièges de première classe et était destinée au chemin de fer General Roca.
- La motrice MD ressemblait à la MB mais le nombre de sièges était ramené à 76 car la surface du fourgon à bagages était plus importante.
- Le motrice ME ne comportait aucun siège car les rames du réseau Rock étaient exclusivement destinées au transport de marchandises.

Les remorques étaient repérées RA, RB, RC, RD et RE. Elles avaient toutes une cabine de conduite en extrémité :
- Les remorques RA et RB comportaient 102 places assises en classe unique réparties sur 2 compartiments distincts avec un bar,
- La remorque RC comportait 86 places de 1ère classe dans 3 compartiments distincts,
- La remorque RD, destinée aux trajets de courte distance, comportait 102 places réparties dans 3 compartiments distincts,
- La remorque RE, pour de courtes distances, comportait 109 places dans 3 compartiments distincts.

### Utilisation après 1990
À partir du milieu des années 1990, ces rames d'une robustesse à toute épreuve et d'une fiabilité extraordinaire ont été reléguées pour des liaisons locales, entre Temperley et Haedo, La Plata et Rio Santiago, Merlo - Lobos et Villa Ballester - Zarate. Cependant, l'état intérieur après plus de 30 ans était généralement critique car très peu d'entretien était effectué.
Peu après la privatisation du secteur ferroviaire argentin en 1992, les contraintes de rentabilité des sociétés privées ont conduit à la fermeture aveugle de nombreuses lignes sur tout le territoire argentin, supprimant de fait la nécessité de poursuivre l'utilisation de ces rames ou de les remplacer par de nouveaux matériels plus modernes.

### La restauration des Fiat Materfer 7131
Une nouvelle vie pour quelques unités a toutefois recommencé récemment avec l'intervention de la société argentine Special Trains qui, après un travail de restauration minutieux, a créé une structure de transport ferroviaire locale dans plusieurs provinces pour reprendre les services de transport ferroviaire disparus dans l'indifférence des autorités officielles.
Une série de rames en livrée bleu et blanc a refait son apparition pour le plus grand plaisir des populations isolées.

### Production

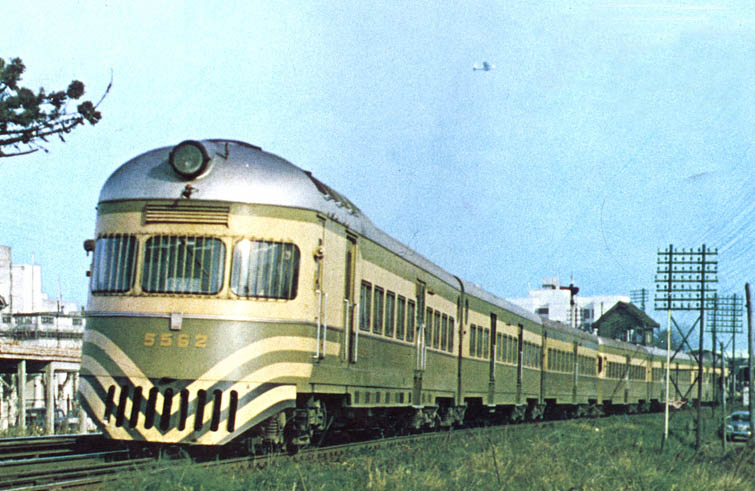
1ère série de rames Fiat MaterFer 7131 produites en Italie (1960)

La première série de 80 rames automotrices a été produite en Europe, les motrices dans les usines italiennes de FIAT MaterFer à Turin et les remorques chez Decauville en France. Toutes les autres rames ont été fabriquées dans l'usine de la filiale argentine Fiat Concord à Córdoba, Fiat MaterFer Argentina.
Pour respecter la demande des chemins de fer argentins, les 
Ferrocarriles Argentinos, la face avant des motrices des 210 unités de base a été protégée par un barreaudage vertical faisant penser à celui d'une prison. Son profil très aérodynamique ressemblait fortement au fameux Pioneer Zephyr de 1934 avec une jupe avant descendant jusqu'au niveau des rails. La seconde série additionnelle sera traitée comme les rames Fiat en Italie, avec une face avant verticale plus anguleuse et les buttoirs apparents.
La première rame fabriquée en Argentine par FIAT MaterFer a été livrée en 1962 et mise en service au début sur les lignes Villa Ballester–Zárate et Victoria–Capilla del Señor sur le réseau Mitre Railway en remplacement des autorails obsolètes Ganz de 1938.

## Les Fiat MaterFer 7131 à l'étranger

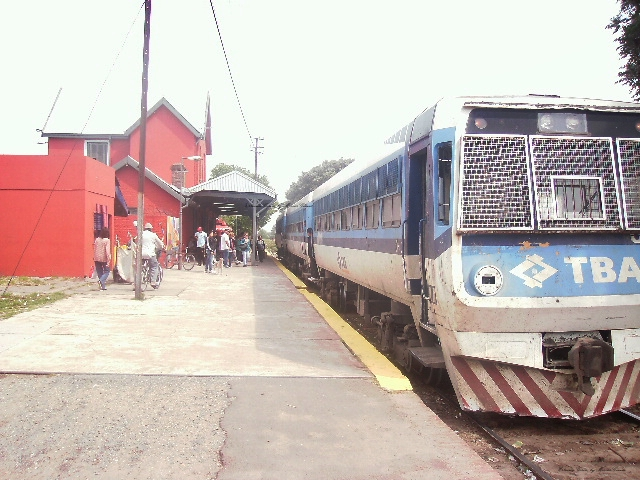
Nouvelles rames Materfer qui ont remplacé les Fiat 7131 sur le réseau Trenes de Buenos Aires.

Jusque dans les années 1960, seuls les pays à technologie avancée tels que l’Italie, les États-Unis, la France, l'Allemagne ou la Russie étaient en mesure de fabriquer du matériel ferroviaire. Avec l'installation d'une filiale ferroviaire de Fiat, le pays disposait de la main-d'œuvre spécialisée et des machines appropriées pour la construction de locomotives et de wagons de tous types ce qui a permis non seulement de renouveler le matériel roulant en Argentine, mais également de pouvoir les exporter vers d'autres pays du continent Sud Américain.
20 rames électriques sous 3.000 V ont été vendues à la république du Chili, toujours composées d'une motrice et d'une remorque, à la suite d'un concours international auquel ont participé des entreprises japonaises, anglaises et françaises et l'usine de matériel ferroviaire Fiat en Italie. L'opération internationale la plus importante date du 16 janvier 1974 avec la république de Cuba qui a signé un contrat pour la fourniture, entre 1975 et 1978, de 320 rames d'une valeur de 81 millions US dollars (81 000 millions de pesos de l'époque).